# Jump Smokers
Jump Smokers (estilizado como Jump Smokers!) es un grupo de música House de Chicago, Estados Unidos.La banda está compuesta por DJ Roman, Dj Flipside, DJ Reydon y Dj Jhonny Digital. Los dos se conocieron en Chicago en 2009 y comenzaron a dar actuaciones en el club de agosto a septiembre. En 2010 el dúo se trasladó a Nueva York, y se encontraron con dos productores más. Hasta ahora Jump Smokers han hecho más de 100 remixes, que todos llegaron a diferentes números en la gráfica dentro de los Estados Unidos. Su remezcla de la Luna Latino de Mia Martina en 2011 alcanzó la cima de América numerosas cartas de la música del club, de agosto a octubre, y también alcanzó el pico # 5 en el Reino Unido, # 17 en Suecia y # 19 en Alemania a finales de año.

## Discografía

### Álbumes de estudio
- Kings Of The Dancefloor! (2010)
- Don't Stop The Remix! (2012)

## Sencillos

### Como artista principal
- Jump Smokers! - Faded
- Jump Smokers! featuring. Pitbull - Rock It Like It’s Spring Break
- Jump Smokers! featuring. Alex Peace - Dance Rock Shake Pop
- Jump Smokers! featuring. Frankie J - Rebound
- Jump Smokers! featuring. Jermaine Dupri - Drunk Girls in the Club
- Jump Smokers! featuring. Baby Bash - Every Weekend
- Jump Smokers! featuring. Honorebel - Club Rockers
- Jump Smokers! - New Day
- Jump Smokers! featuring. Danielle Robay - Love Of Electro
- Jump Smokers! featuring. Twista - Slow Jam Mixtape
- Jump Smokers! - Don't Be A Douchebag
- Jump Smokers! - 14:59
- Jump Smokers! featuring. Pitbull & Qwote - Superstar

### Como artista invitado
- Honorebel featuring. Pitbull & Jump Smokers! - Now You See It (Shake That Ass)
- Alyssa Reid featuring. P. Reign & Jump Smokers! - Alone Again
- Baby Bash featuring. Jump Smokers! - Vegas Nights
- Dacav5 featuring. Jump Smokers! - Sexy Body (Marilyn Monroe)

### Como productor
- Nick Cannon featuring. Akon - Famous
- Sophia del Carmen - Because Of You

## Remixes

### 2016
- Zayn - Pillowtalk (Jump Smokers! Remix)

### 2015
- Nelly feat. Jeremiah - The Fix (Jump Smokers! Remix)
- Manika feat. Tyga - I Might Go Lesbian (Jump Smokers! Remix)
- R.City feat. Adam Levine - Locked Away (Jump Smokers! Remix)
- Icona Pop - Emergency (Jump Smokers! Remix)
- Jenni Nicole - Money In The Bag (Jump Smokers! Remix)
- Andy Grammer - Honey, I'm Good (Jump Smokers! Remix)
- Pitbull feat. Chris Brown - Fun (Jump Smokers! Remix)
- Manika - B.Y.O Bugatti (Jump Smokers Remix)
- Nathan Sykes - Kiss Me Quick (Jump Smokers! Remix)
- Charli XCX feat. Rita Ora - Doing It (Jump Smokers! Remix)
- Pitbull feat. Ne-Yo - Times of Our Lives (Jump Smokers! Remix)
- Erika Jayne - Crazy (Jump Smokers! Remix)
- Play N Skillz feat. Redfoo, Lil Jon & Enertia McFly - Literally I Can't (Jump Smokers! Remix)

### 2014
- Pitbull feat. John Ryan - Fireball (Jump Smokers! Remix)
- Jump Smokers! feat. Baby Bash - PHOTOBOMB (Mixtape EP)
- Manika - Vegas Party (Jump Smokers! Remix)
- Becky G - Shower (Jump Smokers! Remix)
- Demi Lovato feat. Cher Lloyd - Really Don't Care (Jump Smokers! Remix)
- Austin Mahone feat. Pitbull - Mmm Yeah (Jump Smokers! Remix)
- Pitbull feat. G.R.L. - Wild Wild Love (Jump Smokers! Remix)
- Cash Cash feat. Jhon Rzeznik - Lightning (Jump Smokers! Remix)
- Jump Smokers! - No Molly (UC Style)
- Jump Smokers! - Move It, Shake It (Bounce)
- Jump Smokers! - Bottle Service Girls
- Jump Smokers! - Off My Mind
- Jump Smokers! - We Ready (Swish)
- Pitbull feat. Kesha & Stephanie Heymann - Timber (Country Edit) (Jump Smokers! Remix)
- My Crazy Girlfriend - Crazy, Stupid, Love (Jump Smokers! Remix)
- Bebe Rexha - I Can't Stop Drinking About You (Jump Smokers! Remix)
- Mariah Carey - You're Mine (Eternal) (Jump Smokers! Remix)
- Becky G feat. Pitbull - Can't Get Enough (Jump Smokers! Remix)
- Mia Martina feat. Dev - Danse (Jump Smokers! Remix)

### 2013
- Flo Rida - Laser Light Show (Jump Smokers! Remix)
- Enrique Iglesias - Heart Attack (Jump Smokers! Remix)
- Fall Out Boy - Alone Together (Jump Smokers! Remix)
- Pitbull feat. Ke$ha - Timber (Jump Smokers! Remix)
- Katy Perry - Roar (Jump Smokers! Remix)
- One Direction - Best Song Ever (Jump Smokers! Remix)
- Demi Lovato - Neon Lights (Jump Smokers! Remix)
- Celine Dion - Loved Me Back To Life (Jump Smokers! Remix)
- Zendaya - Replay (Jump Smokers! Remix)
- Jason Derulo - The Other Side (Jump Smokers! Remix)
- Avicii & Nicky Romero Vs. Hardwell & Amba Shepherd Vs. Krewella - I Could Be Alive On Apollo (Jump Smokers! Bootleg)
- Jump Smokers! feat. Audiobot - Manila Anthem
- Pitbull feat. Christina Aguilera - Feel This Moment (Jump Smokers Remix)
- Jump Smokers feat. DaOutsidaz & Jamie Drastik - SnapChat
- Che'Nelle - It's Happening Again (Jump Smokers Remix)
- Thalía feat. Prince Royce - Te Perdiste Mi Amor (Jump Smokers Remix)
- Justin Timberlake Featuring Jay-Z - Suit & Tie (Jump Smokers Remix)
- Christina Aguilera - Let There Be Love (Jump Smokers Remix)
- Lawson - Learn To Love Again (Jump Smokers Remix)
- DJ Pauly D featuring Jay Sean - Back To Love (Jump Smokers Remix)
- Rod Stewart - Sexual Religion (Jump Smokers Remix)
- Calvin Harris Vs. Jump Smokers - Thinking About You (Jump Smokers Bootleg)
- Selena Gomez - Come And Get It - (Jump Smokers Extended Remix)

### 2012
- The Ready Set - Give Me Your Hand (Best Song Ever) (Jump Smokers Remix)
- Pitbull ft. TJR - Don't Stop The Party (Jump Smokers Remix)
- One Direction - Live While We're Young (Jump Smokers Remix)
- Thalía - Manías (Jump Smokers Remix)
- Pitbull feat. Shakira - Get It Started (Jump Smokers Remix)
- Jay Sean feat. Pitbull - I'm All Yours (Jump Smokers Remix)
- Karmin - Hello (Jump Smokers Remix)
- Far East Movement feat. Dev & Tyga - Dirty Bass (Jump Smokers Remix)
- Timbaland feat. Dev - Break Ya Back (Jump Smokers Remix)
- Katy Perry - Wide Awake - (Jump Smokers Remix)
- Selena Gomez - Hit the Lights (Jump Smokers Remix)
- Speakers - And Her Too (Jump Smokers Remix)
- Cosmo - Naughty Party (Jump Smokers Remix)
- Rita Ora - How We Do (Jump Smokers Remix)
- Carly Rae Jepsen Vs. Calvin Harris - Feel So Maybe (Jump Smokers Bootleg)
- Katharine McPhee - Touch Me (Jump Smokers Remix)
- Labrinth - Earthquake (Jump Smokers Remix)
- Zedd Vs. Carly Rae Jepsen & Owl City - Always a Zedd Time (Jump Smokers Bootleg)
- Pitbull feat. Chris Brown - International Love (Jump Smokers Remix)
- Che'Nelle - Carry Your Heart (Jump Smokers Remix)

### 2011
- Jessie J - Domino (Jump Smokers Remix)
- Britney Spears - I Wanna Go (Jump Smokers Remix)
- Denis Naidanow feat. Lil Jon & Baby Bash - Shuri Shuri (Let's Get Loco) (Jump Smokers Remix)
- L2 - Insomnia (Jump Smokers Remix)
- Sardar - Party Life (Jump Smokers Remix)
- Jessie and the Toy Boys - Naughty (Jump Smokers Remix)
- Enrique Iglesias feat. Pitbull - I Like How It Feels (Jump Smokers Remix)
- Jay Sean - 2012 (Jump Smokers Extended Remix)
- Taio Cruz feat. Flo Rida - Hangover (Jump Smokers Remix)
- Britney Spears - Till The World Ends (Jump Smokers Remix)
- Alyssa Reid feat. Jump Smokers - Alone Again (Jump Smokers LATE NITE Mix)
- Angelica Salem - We Rock The World (Jump Smokers Remix)
- Lloyd Banks feat. Lil Wayne & Andre 3000 - Dedication to My Ex (Jump Smokers Remix)
- Selena Gomez - Love You Like A Love Song (Jump Smokers Remix)
- Jessica Sutta - Show Me (Jump Smokers Remix)
- Joe Jonas - Love Slayer (Jump Smokers Remix)
- Clinton Sparks feat. LMFAO & JoJo - Sucks To Be You (Jump Smokers Remix)
- Porcelain Black feat. Lil Wayne - What Rock N Roll Looks Like (Jump Smokers Remix)
- Sahara Hotnights feat. Shaggy - Champagne (Jump Smokers Remix)
- Colette Carr - Primo (Jump Smokers Remix)
- Kat DeLuna - Drop It Low (Jump Smokers Remix)
- Lee Lee - BoomBada (Jump Smokers Remix)
- Mia Martini - Latin Moon (Jump Smokers Remix)
- Pitbull feat. Ne-Yo, Nayer & Afrojack - Give Me Everything (Jump Smokers Remix)
- Yenn - Pretty Ugly (Jump Smokers Remix)
- Riz feat. Pitbull - Dance With Me (Jump Smokers Remix)
- Christian TV - Love 2 Baby (Jump Smokers Remix)
- Willow Smith - 21st Century Girl (Jump Smokers Remix)
- Britney Spears - Hold It Against Me (Jump Smokers Remix)
- Jay Sean feat. Lil Wayne - Hit The Lights (Jump Smokers Remix)
- Big Time Rush feat. Snoop Dogg - Boyfriend (Jump Smokers Remix)
- Ricky Martin feat. Joss Stone - Best Thing About Me Is You (Jump Smokers Remix)
- Alexis Jordan - Good Girl (Jump Smokers Remix)

### 2010
- Tino Coury - Up Against the Wall (Jump Smokers Remix)
- Mariah Carey - Oh Santa! (Jump Smokers Remix)
- Kim Sozzi - Rated R (Jump Smokers Remix)
- P!nk - Raise Your Glass (Jump Smokers Remix)
- Katy Perry - Firework (Jump Smokers Remix)
- Jesse McCartney - Shake (Jump Smokers Remix)
- Matisse - Better Than Her (Jump Smokers Remix)
- Cara Quici - Away From You (Jump Smokers Remix)
- Taio Cruz feat. Ke$ha - Dirty Picture (Jump Smokers Remix)
- Sean Kingston feat. Nicki Minaj - Dutty Love (Jump Smokers Remix)
- Riz - She Loves Me (Jump Smokers Remix)
- Travis Garland - Believe (Jump Smokers Remix)
- Jason Derulo - Ridin Solo (Jump Smokers Remix)
- Crystal Waters - Masquerade (Jump Smokers Remix)
- School Gyrls - Something Like A Party (Jump Smokers Remix)
- Alexis Jordan - Happiness (Jump Smokers Remix)

### 2009
- Three 6 Mafia feat. Sean Kingston, Flo Rida & DJ Tiesto - Feel It (Jump Smokers Remix)
- Rihanna - Hard (Jump Smokers Remix)
- Nick Cannon feat. Akon - Famous (Jump Smokers Dirty Remix)
- Mariah Carey - H.A.T.E.U. (Jump Smokers Remix)
- Rihanna - Russian Roulette (Jump Smokers! Remix)
- Mariah Carey - Obsessed (Jump Smokers! Remix)
- DJ Space Cowboy feat. Paradiso Girls & Far East Movement - I Came 2 Party (Jump Smokers! Remix)
- Beyonce - Why Don't You Love Me - (Jump Smokers! Remix)
- Vassy - History - (Jump Smokers Remix)
- Three 6 Mafia - Shake My - (Jump Smokers Remix)
- Baby Bash feat. Pitbull - Outta Control (Jump Smokers Remix)
- New Boyz - You're A Jerk - (Jump Smokers Remix)